# نهائي كأس الاتحاد التايلاندي 2025
نهائي كأس الاتحاد التايلاندي 2025 بمثابة تتويج لكأس الاتحاد التايلاندي 2024–25 ‏، الموسم الحادي والثلاثين من مسابقة كرة القدم المحلية الأولى في تايلاند. أقيمت المباراة النهائية في 24 مايو 2025 في ملعب ثاماسات في باثوم ثاني، تايلاند. وشهدت المباراة مواجهة حامية الوطيس بين فريقي موانجثونج يونايتد وبوريرام يونايتد، وهما اثنان من أبرز الأندية في الدوري التايلاندي الدرجة الأولى. بدءًا من الدور نصف النهائي، قام اتحاد كرة القدم في تايلاند بتعيين حكام أجانب وحكام مساعدين لإدارة المباريات، بما في ذلك المباراة النهائية، كجزء من الجهود المبذولة لضمان أعلى معايير العدالة والاحترافية في مباريات خروج المغلوب الحاسمة.
كان نادي موانجثونج يونايتد، الذي يقع مقره في نونثابوري، وهي مقاطعة مجاورة لبانكوك، أحد الأندية الأكثر دعمًا وأهمية تاريخيًا في تايلاند. وكان منافسهم، نادي بوريرام يونايتد، ينحدر من مقاطعة بوريرام في شمال شرق البلاد، وقد أثبت نفسه باعتباره القوة المهيمنة في كرة القدم التايلاندية على مدى العقد الماضي. وتمثل هذه المباراة النهائية اللقاء الثالث بين الناديين في نهائي كأس الاتحاد التايلاندي، حيث خرج بوريرام منتصراً في المباراتين السابقتين. بالنسبة لموونج ثونج، كانت هذه هي مشاركته الرابعة في النهائي حيث واصل سعيه للفوز بلقب كأس الاتحاد التايلاندي الأول. في المقابل، يعد نادي بوريرام يونايتد النادي الأكثر نجاحًا في تاريخ كأس الاتحاد التايلاندي، حيث فاز بالكأس ست مرات من أصل سبع مشاركات، بما في ذلك انتصاره الأخير في موسم 2022–23.
تأهل الفائز في نهائي 2025 إلى تصفيات دوري أبطال آسيا 2025–26، بالإضافة إلى كأس أبطال تايلاند 2025، حيث سيواجه أبطال الدوري التايلاندي 1.

## الطريق إلى النهائي
| موانغتونغ يونايتد    | موانغتونغ يونايتد   | موانغتونغ يونايتد   | موانغتونغ يونايتد | الجولة                       | بوريرام يونايتد        | بوريرام يونايتد     | بوريرام يونايتد     | بوريرام يونايتد |
| -------------------- | ------------------- | ------------------- | ----------------- | ---------------------------- | ---------------------- | ------------------- | ------------------- | --------------- |
| الخصم                | النتيجة             | النتيجة             | النتيجة           | خروج المغلوب من مباراة واحدة | الخصم                  | النتيجة             | النتيجة             | النتيجة         |
| سيساكيت يونايتد ‏     | 3–0 (د)             | 3–0 (د)             | الملخص            | دور الـ64                    | روي إيت بي بي يونايتد ‏ | 4–0 (خ)             | 4–0 (خ)             | الملخص          |
| ناخون باثوم يونايتد ‏ | 4–0 (خ)             | 4–0 (خ)             | الملخص            | دور الـ32                    | ماهاساراخام إس بي تي ‏  | 5–0 (خ)             | 5–0 (خ)             | الملخص          |
| بانكوك يونايتد       | 2–1 (وقت إضافي) (خ) | 2–1 (وقت إضافي) (خ) | الملخص            | دور الـ16                    | تشيانغراي يونايتد      | 2–1 (وقت إضافي) (د) | 2–1 (وقت إضافي) (د) | الملخص          |
| سوخوثاي              | 5–2 (خ)             | 5–2 (خ)             | الملخص            | ربع النهائي                  | تشانثابوري             | 1–0 (خ)             | 1–0 (خ)             | الملخص          |
| راتشابوري            | 3–2 (ملعب تشونبوري) | 3–2 (ملعب تشونبوري) | الملخص            | نصف النهائي                  | بي جي باثوم يونايتد    | 3–0 (م)             | 3–0 (م)             | الملخص          |

### موانغتونغ يونايتد
بدأ نادي موانجثونج يونايتد حملته على أرضه في الجولة الأولى (دور الـ 64)، متغلبًا على نادي سيساكيت يونايتد من الدوري التايلاندي الدرجة الثانية بنتيجة مقنعة 3–0، بفضل هدفين من فيليسيو براون فوربس وهدف من كاكانا خاميوك ‏. وفي الجولة الثانية (دور الـ32)، سافروا لمواجهة فريق ناخون باثوم يونايتد، الذي يلعب في الدوري الممتاز، حيث حققوا فوزًا ساحقًا بنتيجة 4–0. تألق ميلفين لورينزن بتسجيله ثلاثية، بينما أضاف تريستان دو هدفًا آخر ليكمل الفوز. وفي دور الستة عشر، واجه موانجثونج تحديًا صعبًا خارج أرضه أمام بانكوك يونايتد، أحد المنافسين على لقب الدوري. بعد التعادل بدون أهداف في الوقت الأصلي، امتدت المباراة إلى الوقت الإضافي، حيث تقدم موانجثونج بهدفين من ثيرابهات نونتاجوات وبوراميت أرجوفيراي ‏، ليفوز في النهاية 2–1. وشهد ربع النهائي مباراة أخرى خارج أرضهم، هذه المرة ضد سوخوثاي، والتي انتهت بفوز مثير بنتيجة 5–2. تم توزيع الأهداف بين بوراميت أرجوفيراي (2)، ميلفين لورينزن، إميل روباك (من نقطة الجزاء)، وكاكانا خاميوك. وفي الدور نصف النهائي الذي أقيم على أرض محايدة، واجه فريق موانجثونج يونايتد فريق راتشابوري، وهو منافس آخر من الدوري التايلاندي الدرجة الأولى. في مباراة قوية، حقق موانجثونج فوزًا بنتيجة 3–2، حيث أثبت ميلفين لورينزين وبوراميت أرجوفيراي (2) مرة أخرى أنهما حاسمان في الهجوم، مما أدى إلى إرسال النادي إلى نهائي كأس الاتحاد التايلاندي لأول مرة منذ عقد من الزمان.

### بوريرام يونايتد
افتتح نادي بوريرام يونايتد مشواره في كأس الاتحاد التايلاندي لكرة القدم على الطريق ضد نادي روي إيت بي بي يونايتد من الدوري التايلاندي الثالث، حيث تغلب على منافسيه من الدرجة الأدنى بفوز كبير 4–0. أربعة لاعبين مختلفين وجدوا الشباك: كيني دوجال، جيلهيرمي بيسولي، جيفيرسون تابيناس، وسوباتشاي تشايديد. في الجولة الثانية، واجهوا فريق ماهاساراكام إس بي تي من الدوري التايلاندي الدرجة الثانية وسجلوا فوزًا ساحقًا خارج أرضهم بنتيجة 5–0، حيث سجل جيليرمي بيسولي ثلاثية، بينما أضاف سوباتشاي تشايديد وأثيت بيرج ‏ هدفًا لكل منهما. وفي دور الستة عشر، استضاف فريق بوريرام فريق تشيانجراي يونايتد في مباراة متقاربة. وانتهت المباراة بالتعادل 1–1 بعد مرور 90 دقيقة، حيث سجل ديون كولز هدفًا لصالح بوريرام. وفي الوقت الإضافي، سجل جوران كاوشيتش ‏ ركلة جزاء ليضمن الفوز 2–1. قادتهم مباراة ربع النهائي إلى تشانثابوري، وهو نادٍ من الدوري التايلاندي الدرجة الثانية، حيث حققوا فوزًا صعبًا بنتيجة 1–0 بفضل هدف من جيليرمي بيسولي. وواجه فريق بوريرام في الدور نصف النهائي فريقًا آخر من الوزن الثقيل من الدرجة الأولى، وهو فريق بي جي باثوم يونايتد، في مكان محايد. وبإظهار نسبهم، حقق بوريرام فوزًا سهلاً بنتيجة 3–0، حيث سجل جيفيرسون تابيناس، وجوران كاوشيتش، وسوباتشاي تشايديد كل منهم هدفًا. وبهذه النتيجة، حجز بوريرام مشاركته الثامنة في نهائي كأس الاتحاد التايلاندي، سعياً إلى توسيع سجله باعتباره النادي الأكثر نجاحاً في المسابقة.

## المباراة

### التفاصيل
| موانغتونغ يونايتد                                | 2–3            | بوريرام يونايتد                                                   |
| ------------------------------------------------ | -------------- | ----------------------------------------------------------------- |
| بوراميت أرجويراي [الإنجليزية] 45+5' (ركلة.)، 72' | التقرير الملخص | جيلهيرمي بيسولي 27' (ركلة.)، 51' · جوران كاوشيتش [الإنجليزية] 35' |

| موانغتونغ يونايتد | بوريرام يونايتد |

| التشكيلة:                |    |                                      |                    |     |
| GK                       | 1  | كيتيبونغ فوتاوكشويك [الإنجليزية]     |                    |     |
| CB                       | 4  | هونغ جيونغ-أون [الإنجليزية]          |                    | 46' |
| CB                       | 5  | عباس أوتاخونوف [الإنجليزية]          |                    |     |
| CB                       | 29 | سونغووت كريكروان [الإنجليزية]        |                    |     |
| RM                       | 34 | كاكانا خاميوك [الإنجليزية]           |                    | 78' |
| CM                       | 37 | بيتشا أوترا [الإنجليزية] (ق)         |                    | 63' |
| CM                       | 14 | سوراويت بانثونغ [الإنجليزية]         |                    |     |
| LM                       | 20 | جون-باتريك شتراوس [الإنجليزية]       |                    |     |
| SS                       | 11 | إميل روباك                           |                    | 63' |
| CF                       | 10 | بوراميت أرجويراي [الإنجليزية]        | 45+5' (ركلة.)، 72' |     |
| CF                       | 9  | ميلفين لورينزين                      |                    |     |
| البدلاء:                 |    |                                      |                    |     |
| GK                       | 31 | خانافود كادي                         |                    |     |
| GK                       | 38 | خومسان سانفيبان                      |                    |     |
| DF                       | 3  | تشاتشاي ساينغداو [الإنجليزية]        |                    |     |
| DF                       | 39 | جاتورابات ساتثام [الإنجليزية]        |                    | 63' |
| MF                       | 6  | ثيرافول يوريوي [الإنجليزية]          |                    | 78' |
| MF                       | 21 | بوراشيت ثودسانيت [الإنجليزية]        |                    | 63' |
| MF                       | 23 | سيراداناي فوسري                      |                    |     |
| MF                       | 24 | وونغساكورن تشايكولتاوين [الإنجليزية] |                    |     |
| MF                       | 33 | ثيرافات نونتاغوات                    |                    |     |
| MF                       | 36 | بايانات ثودسانيت                     |                    |     |
| FW                       | 18 | كورويتش تاسا [الإنجليزية]            |                    | 46' |
| FW                       | 40 | كاسيديت ويتاياوونغ [الإنجليزية]      |                    |     |
| المدرب:                  |    |                                      |                    |     |
| جينو ليتيري [الإنجليزية] |    |                                      |                    |     |

| التشكيلة:               |    |                                    |                  |     |     |
| GK                      | 13 | نيل إثيريدج                        |                  | 78' |     |
| CB                      | 22 | كو ميونغ-سوك [الإنجليزية]          |                  |     |     |
| CB                      | 16 | كينيث دوغال (ق)                    |                  | 19' |     |
| CB                      | 6  | كورتيس غود                         |                  |     | 65' |
| RM                      | 8  | راتثاناكورن مايكامي [الإنجليزية]   |                  |     | 81' |
| DM                      | 27 | فيتيوات سوكجيتثاماكول [الإنجليزية] |                  | 59' | 65' |
| DM                      | 5  | تيراتون بونماتان                   |                  |     | 65' |
| LM                      | 40 | تاباناش جفرسون                     |                  |     |     |
| AM                      | 23 | جوران كاوشيتش [الإنجليزية]         | 35'              |     |     |
| CF                      | 9  | سوباتشاي جايديد                    |                  | 41' | 88' |
| CF                      | 7  | جيلهيرمي بيسولي                    | 27' (ركلة.)، 51' |     |     |
| البدلاء:                |    |                                    |                  |     |     |
| GK                      | 34 | تشاتشاي بودبروم [الإنجليزية]       |                  |     |     |
| DF                      | 3  | بانسا هيمفيبون                     |                  |     | 88' |
| DF                      | 11 | ديون كولز                          |                  |     | 65' |
| DF                      | 28 | ماكس كريفي [الإنجليزية]            |                  |     |     |
| MF                      | 2  | ساسالاك هايبراخون                  |                  |     | 65' |
| MF                      | 4  | ليون جيمس                          |                  |     |     |
| MF                      | 18 | أثيت بيرغ [الإنجليزية]             |                  |     | 81' |
| MF                      | 44 | بيتر زولي                          |                  |     | 65' |
| MF                      | 88 | ناتساداي بوراناجوتانون             |                  |     |     |
| MF                      | 95 | سيكسان راتري [الإنجليزية]          |                  |     |     |
| FW                      | 45 | مارتن بواكي                        |                  |     |     |
| FW                      | 54 | ناثاكورن راتاناسووان               |                  |     |     |
| المدرب:                 |    |                                    |                  |     |     |
| أوسمار لوس [الإنجليزية] |    |                                    |                  |     |     |

الحكام المساعدون:

 ما جي

 تانغ تشاو

الحكم الرابع:

 سونغكران بونميكيارت

مساعد حكم الفيديو المساعد:

 مونغكولتشاي بيتشري

 أبيتشيت نوفوان

مفوض المباراة:

 جيسدابورن نا فاتالونج

محكم التقييم:

 سومساك سيمسايان

المنسق العام:

 نوتابون فاوبانوس
| قواعد المباراة - 90 دقيقة. - 30 دقيقة وقت إضافي إذا لزم الأمر. - ركلات الترجيح إذا لزم الأمر. - الحد الأقصى 5 تبديلات. |

### الإحصائيات
| الإحصائية          | موانغتونغ يونايتد | بوريرام يونايتد |
| ------------------ | ----------------- | --------------- |
| الأهداف المسجلة    | 1                 | 2               |
| إجمالي التسديدات   | 5                 | 7               |
| تسديدات على المرمى | 2                 | 3               |
| التصديات           | 1                 | 1               |
| الاستحواذ          | 50%               | 50%             |
| إجمالي التمريرات   | 187               | 178             |
| ركلات الركنية      | 1                 | 4               |
| التسلل             | 0                 | 1               |
| البطاقات الصفراء   | 0                 | 2               |
| البطاقات الحمراء   | 0                 | 0               |

| الإحصائية          | موانغتونغ يونايتد | بوريرام يونايتد |
| ------------------ | ----------------- | --------------- |
| الأهداف المسجلة    | 1                 | 1               |
| إجمالي التسديدات   | 5                 | 4               |
| تسديدات على المرمى | 2                 | 2               |
| التصديات           | 1                 | 1               |
| الاستحواذ          | 62%               | 38%             |
| إجمالي التمريرات   | 224               | 148             |
| ركلات الركنية      | 2                 | 0               |
| التسلل             | 1                 | 0               |
| البطاقات الصفراء   | 0                 | 2               |
| البطاقات الحمراء   | 0                 | 0               |

| الإحصائية          | موانغتونغ يونايتد | بوريرام يونايتد |
| ------------------ | ----------------- | --------------- |
| الأهداف المسجلة    | 2                 | 3               |
| إجمالي التسديدات   | 10                | 11              |
| تسديدات على المرمى | 4                 | 5               |
| التصديات           | 2                 | 2               |
| الاستحواذ          | 56%               | 44%             |
| إجمالي التمريرات   | 411               | 326             |
| ركلات الركنية      | 3                 | 4               |
| التسلل             | 1                 | 1               |
| البطاقات الصفراء   | 0                 | 4               |
| البطاقات الحمراء   | 0                 | 0               |

## الفائز
| كأس الاتحاد التايلاندي 2024–25 الفائزون |
| --------------------------------------- |
| بوريرام يونايتد اللقب السابع            |

### جوائز الفائز
- كأس البطل.
- جائزة مالية قدرها 5،000،000 بات تايلاندي.
- التأهل إلى الأدوار الإقصائية لدوري أبطال آسيا 2025–26.
- التأهل إلى كأس أبطال تايلاند 2025.

### جوائز الوصيف
- جائزة مالية قدرها مليون بات تايلاندي.

## وصلات خارجية
- الموقع الرسمي للدوري التايلاندي